# Тундра Аляскинского хребта и гор Святого Ильи

Ту́ндра Аля́скинского хребта́ и гор Свято́го Ильи́ (англ. Alaska-St. Elias Range tundra) — экологический регион на северо-западе Северной Америки.

## Расположение
Экорегион состоит из длинной цепи высоких скалистых гор внутренних районов Аляски, протянувшейся на север от основания полуострова Аляска, поворачивающей на восток по Аляскинскому хребту и на юг по горам Врангеля и Святого Ильи на восточной Аляске к канадской границе и заливу Якутат. В Канаде к экорегиону относятся юго-западный угол территории Юкон и северо-западный угол Британской Колумбии. Эти горы в основном постоянно покрыты льдом и снегом от уровня в 2150 м и разделены долинами, заполненными ледяными полями и крупными глетчерами. Несколько очагов свободны ото льда и представляют собой каменистую, скалистую и высокогорную тундру. Высота горной цепи увеличивается от уровня моря (на западном побережье) до 600 м в долинах и 4000 м на вершинах. В регионе находится Денали, высочайшая вершина Северной Америки в 6100 м, а также достигающие 6000 м горы Святого Ильи и одни из высочайших вершин Канады. Регион отделён от берега тундрой и ледяными полями гор тихоокеанского побережья, поэтому климат там континентальный. Дождевые осадки варьируются от 200 мм в год на высоких склонах до 400 мм в год в пониженных районах.